# Kägi fret
Pour les articles homonymes, voir Kagi.
Kägi fret (à l’international : Kägi) est une spécialité de gaufrette, enrobée de chocolat, fabriquée dans le Toggenburg, une région de la Suisse orientale. Les barres qui existent également dans d’autres saveurs sont produites à Lichtensteig dans le canton de Saint-Gall par l’entreprise Kägi Söhne AG, Toggenburger Waffeln- & Biscuitfabrik.

## Histoire

### Histoire de l’entreprise
En 1934, le fondateur Otto Kägi Senior (1890–1965) acheta à Lichtensteig l’immeuble « Zum Hecht » qui abritait un restaurant et une pâtisserie pour y fabriquer des biscuits destinés au restaurant et à la vente directe. Pour se rendre chez ses clients, il utilisait son vélo, c’est ainsi qu’il fit connaître sa marchandise. La production de gaufrettes dans les années 1940 marqua le début de l’extension progressive de l’entreprise et le passage de la production manuelle à la production mécanique.
En 1950, Kägi fit l’acquisition d’une fabrique plus grande pour répondre à la demande croissante. L’année suivante, Kägi devint une société en nom collectif, avec les trois fils Kägi, Otto jun., Eugen et Alfred, à sa tête. La production s’effectua à partir de 1954 dans un nouveau bâtiment également situé à Lichtensteig, le site actuel. Depuis 1958, l’année de la commercialisation de Kägi fret, les exportations constituent une part importante du chiffre d’affaires,,. En 1950, les employés étaient au nombre de dix, ils étaient 120 en 1960 (sans les saisonniers). Après la mort du fondateur de l’entreprise en 1965, ce sont ses fils qui reprirent la totalité des affaires.
Kägi resta une entreprise familiale jusqu’en 1996, puis elle fut vendue au groupe Valora, spécialisé dans le commerce de détail et l’exploitation de kiosques. Cinq ans plus tard, l’entreprise fut agrandie. En 2008 Kägi passa aux mains de la société de participation Argos Soditic, avant d’être vendue en 2010 à la société de participation suisse WM15 Holding qui fait partie de la holding Burger fils. En 2021, l’entreprise comptait environ 140 employés, le nombre total de toutes les variations de produit s’élevait à 300.

### Développement du produit et étymologie
Otto Kägi Senior se lança dans la production et la vente de gaufrettes en 1942. À partir de 1952, les gaufrettes furent commercialisées avec un enrobage au chocolat suisse, et ce produit fut baptisé Kägi fret en 1958. La première partie de ce nom de marque soulignait le nom de famille du fabricant, la deuxième évoquait la dernière syllabe du terme français « gaufrette ». Depuis 1960, l’entreprise fabrique le chocolat elle-même et utilise pour l’affiner de grands mélangeurs, appelés conches longitudinales. Au départ, la Kägi fret se composait d’une seule gaufrette au chocolat très large. Cette forme fut modifiée au début des années 1960 : deux barres sont emballées ensemble dans un papier aluminium, lui-même enveloppé dans un rouleau de papier.

### Exportations et variantes de nom
L’exportation outre-Atlantique commença en 1956 avec une livraison aux États-Unis. Longtemps, la part des exportations dans le chiffre d’affaires resta plutôt modeste. Ceci évolua peu à peu. L’Allemagne et l’Autriche, le Moyen-Orient, la Chine et le Japon devinrent d’importants pays et régions d’exportation. En 2018, Kägi Söhne AG réalisa environ la moitié de ses recettes à l’étranger. Début 2022, les produits Kägi étaient commercialisés dans plus de 30 pays.
Dans l’espace germanophone, le nom de « Kägi fret » a été conservé, tandis que le produit a été commercialisé sur le marché international tout d’abord sous le nom de « Toggi », puis de « Kägi » depuis 2013 (mise à jour : 2022),,.

## Produits et variantes
« La recette (...) est restée pratiquement inchangée depuis le début », : La barre se compose de quatre feuilles de gaufrettes, réunies par trois couches de crème, le tout enrobé de chocolat au lait,. Un procédé spécial avec des buses à air permet de créer la structure en forme de vagues de l’enrobage au chocolat.
Outre la version classique, il en existe d’autres avec d’autres saveurs, comme chocolat noir, noisette, orange ou noix de coco. Les produits sont par ailleurs proposés dans des tailles diverses et pour des usages divers (en-cas à emporter, cadeau, etc.). Il existe également une variante praliné.

## Divers
- Kägi remplit les conditions de la réglementation Swissness, ce qui l’autorise à imprimer la croix suisse sur l’emballage[26].
- Dans un sondage sur la confiance dans les marques suisses, Kägi fret est arrivée à la 7e place en 2020[31],[32].
- En 2014, la page Facebook de Kägi fret a remporté le titre de page Facebook suisse préférée[33],[34].
- Depuis Alt Sankt Johann, la « télécabine Kägi-Fret » conduit à l’« Alp Sellamatt »[35] entre les massifs d’Alpstein et de Churfirsten[36].
- Kägi fret apparaît à plusieurs reprises dans des romans et des récits, par exemple dans « Groschens Grab » de Franzobel[37], dans « Solothurn trägt Schwarz »[38] et « Solothurn streut Asche »[39] de Christof Gasser ou dans « Saubere Wäsche : Johanna di Napolis erster Fall » de Michael Herzig[40].